# Dolores Padierna
María de los Dolores Padierna Luna est une personnalité politique du Mexique, membre du Partido de la Revolución Democrática, et leader de plusieurs organisations sociales de gauche.